# Українська партія «Зелена планета»

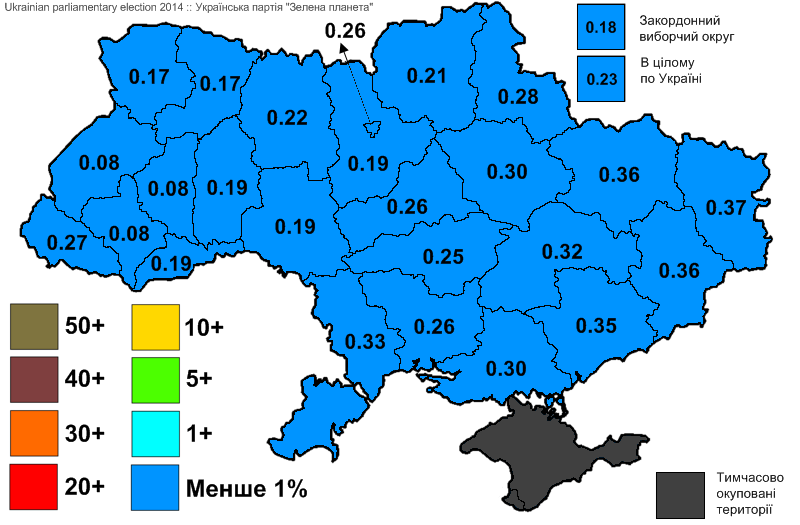
Результати виборів до ВР України. 2014 рік.

Українська партія «Зелена планета» (УП «Зелена планета») — політична екологічна партія України, заснована 24 березня 2005 року у Києві.
Реєстраційний номер запису в Єдиному реєстрі: 290; номер свідоцтва: 118-п.п.; дата реєстрації: 24.03.2005 р.
Керівник партії (за інформацією, наданою до Мін'юсту): Орєхов Сергій Миколайович.
За офіційними даними ЦВК, на виборах до Верховної Ради України у березні 2006 року партія набрала 0,38% виборчих голосів.
Також партія взяла участь у парламентських виборах 2012 року та набрала 0,35% голосів (70 117 виборців)
На парламентських виборах 2014 року партія набрала 0,23% голосів (37 726 виборців)